# Antonio Ferrante Gonzaga
Antonio Ferrante Gonzaga (ur. 9 grudnia 1687 w Guastalli, zm. 16 kwietnia 1729 tamże) – książę Guastalli, Bozzolo i Sabbionety oraz markiz Luzzary.

## Życiorys
Był starszym z dwóch synów (drugim spośród trojga dzieci) księcia Guastalli Vincenzo i jego żony księżnej Marii Vittorii. Po śmierci ojca 28 kwietnia 1714 wstąpił na tron. 
W 1723 poślubił Margheritą Cesarini Sforzę. 23 lutego 1727 ożenił się po raz drugi z landgrafianką Hesji-Darmstadt Teodorą. Z żadnego z tych związków nie miał dzieci.
Zmarł w wyniku oparzeń. Po jego śmierci następcą został młodszy brat Giuseppe.